# Вероника курдская
Веро́ника ку́рдская (лат. Veronica kurdica) — многолетнее травянистое растение, вид рода Вероника (Veronica) семейства Подорожниковые (Plantaginaceae).

## Распространение и экология
Северная часть Ирана (горы Эламонт, Эльбрус).
Произрастает в субальпийском и альпийском поясах на скалах и щебнистых склонах.

## Ботаническое описание
Стебли высотой 5—10 см, многочисленные, извилистые, мелко и курчаво бархатисто опушённые, с короткими, тонкими и крепкими, ветвями.
Листья длиной 5—7 (до 20) мм, шириной 2—3 мм, чаще продолговато-яйцевидные, иногда верхние линейно-ланцетные, загнутые по краю, верхние цельнокрайные, нижние с немногими зубцами, туповатыми, иногда острыми.
Кисти многоцветковые, на коротких цветоносах, при плодах удлиняющиеся до 5—8 см. Доли чашечки линейно-ланцетные или ланцетные, неравные, в числе четырёх, короче коробочки; венчик диаметром 7—8 мм, обычно тёмно-синий.
Коробочка шириной около 5 мм, длиной около 4 мм, обратно-сердцевидная, к основанию клиновидная, голая или мелко волосистая. Семена яйцевидные.

## Классификация

### Представители
В рамках вида выделяют несколько подвидов:
- Veronica kurdica subsp. filicaulis (Freyn) M.A.Fisch. — встречается в Иране.

- [syn.  Veronica filicaulis Freyn basionym]

- Veronica kurdica subsp. kurdica

### Таксономия
Вид Вероника курдская входит в род Вероника (Veronica) семейства Подорожниковые (Plantaginaceae) порядка Ясноткоцветные (Lamiales).
|  |                                      |  |                                                             |                                                             |                          |  | ещё 21 семейство (согласно Системе APG II) | ещё 21 семейство (согласно Системе APG II) |                       |  |  |  | ещё от 300 до 500 видов |
|  |                                      |  |                                                             |                                                             |                          |  | ещё 21 семейство (согласно Системе APG II) | ещё 21 семейство (согласно Системе APG II) |                       |  |  |  | ещё от 300 до 500 видов |
|  |                                      |  |                                                             | порядок Ясноткоцветные                                      |                          |  |                                            |                                            | род Вероника          |  |  |  |                         |
|  |                                      |  |                                                             | порядок Ясноткоцветные                                      |                          |  |                                            |                                            | род Вероника          |  |  |  |                         |
|  | отдел Цветковые, или Покрытосеменные |  |                                                             |                                                             | семейство Подорожниковые |  |                                            |                                            | вид Вероника курдская |  |  |  |                         |
|  | отдел Цветковые, или Покрытосеменные |  |                                                             |                                                             | семейство Подорожниковые |  |                                            |                                            |                       |  |  |  |                         |
|  |                                      |  | ещё 44 порядка цветковых растений (согласно Системе APG II) | ещё 44 порядка цветковых растений (согласно Системе APG II) |                          |  |                                            | ещё 90 родов                               | ещё 90 родов          |  |  |  |                         |
|  |                                      |  |                                                             | ещё 44 порядка цветковых растений (согласно Системе APG II) |                          |  |                                            |                                            | ещё 90 родов          |  |  |  |                         |